# Agrotis radiola
Agrotis radiola là một loài bướm đêm trong họ Noctuidae.